# Helena Eilstein

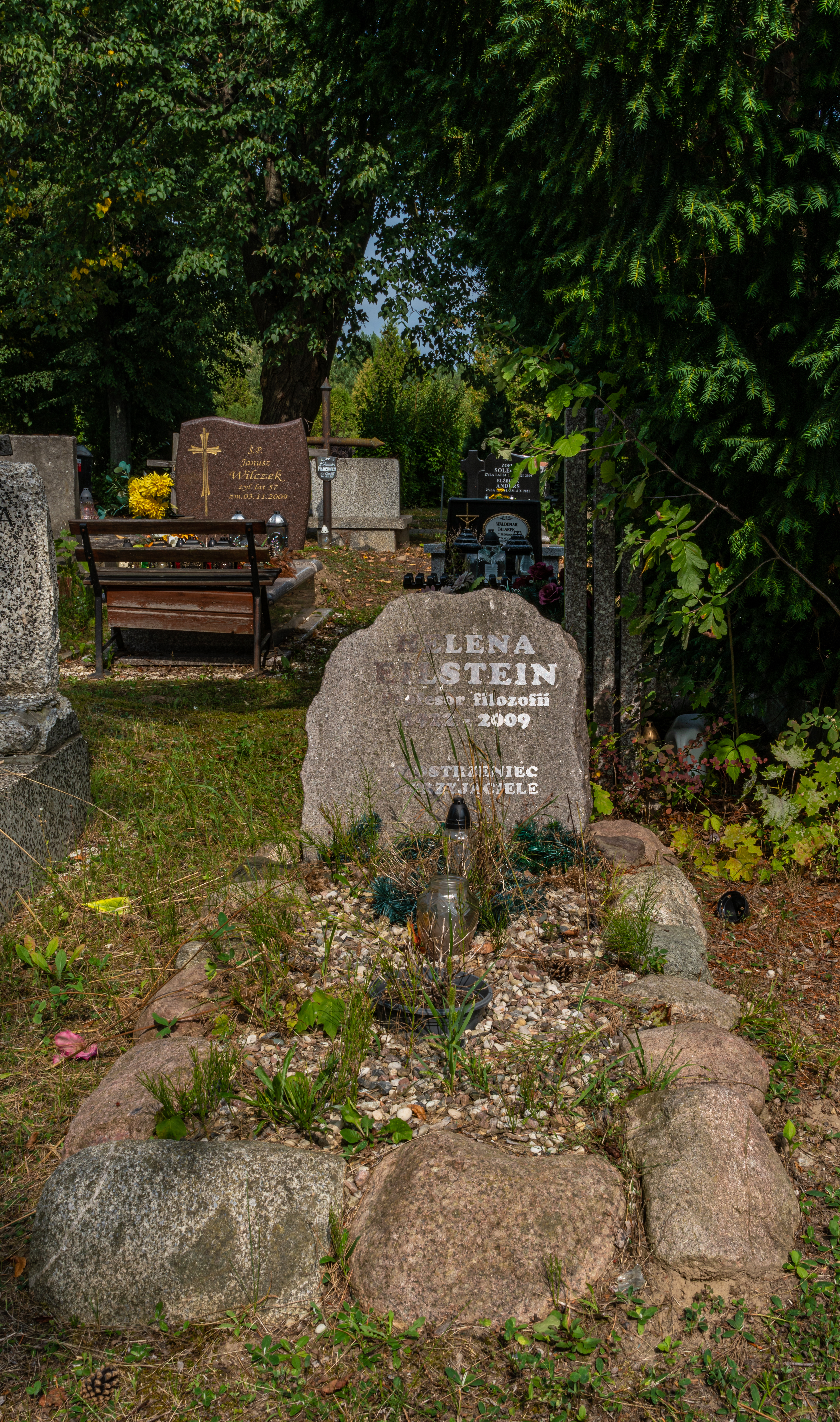
Grób Heleny Eilstein na cmentarzu Komunalnym Północnym w Warszawie

Helena Eilstein (ur. 2 lutego 1922, zm. 15 listopada 2009 w Warszawie) – polska filozofka i wolnomyślicielka żydowskiego pochodzenia, emerytowana profesor filozofii Uniwersytetu Nowego Meksyku w Albuquerque.

## Życiorys
Pracę kandydacką obroniła z zakresu materializmu dialektycznego. W latach 1958–1968 była Kierownikiem Pracowni Zagadnień Filozoficznych Nauk Przyrodniczych w Instytucie Filozofii i Socjologii PAN oraz od 1959, po Kołakowskim, redaktor naczelną Studiów Filozoficznych. W 1969 po antysemickiej nagonce, która była następstwem wydarzeń marcowych, wyjechała z Polski. Wykładała głównie na Uniwersytecie Stanowym Nowego Meksyku (UNM) w Albuquerque w stanie Nowy Meksyk. W 1993 powróciła do Polski.
Główną dziedziną jej zainteresowań zawodowych były metafizyczne i epistemologiczne zagadnienia nauk przyrodniczych, zwłaszcza fizyki. Interesowała się jednak również antropologią filozoficzną oraz problemami moralności, a także religią. Po odejściu od marksizmu jej światopogląd filozoficzny mieścił się w nurcie materializmu (w metafizycznym rozumieniu) i realizmu naukowego. W odniesieniu do problemów filozofii człowieka nazywała go naturalizmem radykalnym. Jej publikacje i wykłady były głównie z zakresu filozofii przyrody oraz epistemologii.
Zmarła w Warszawie. Pochowana jest na cmentarzu komunalnym Północnym na Wólce Węglowej.

## Prace
Publikacje książkowe
- Jedność materialna świata (Zbiór artykułów pod red. Heleny Eilstein)  (Książka i Wiedza, Warszawa 1961)
- Jeśli się nie wierzy w Boga... Czytając Kołakowskiego (1991)
- Homo sapiens i wartości (Wydawnictwo Naukowe PWN, Warszawa 1994, ISBN 83-01-11369-9)
- Life Contemplative, Life Practical (o fatalizmie), niektóre rozdziały (Poznan Studies, 1997)
- Uwagi ateisty o micie Ukrzyżowania (Wydawnictwo Fundacji Humaniora, Poznań 1997, ISBN 83-7112-157-1)
- Szkice ateistyczne (wyd. Bałtyckiej Wyższej Szkoły Humanistycznej, Koszalin 2000, ISBN 83-87739-20-0)
- Biblia w ręku ateisty (IFiS PAN, Warszawa 2006, ISBN 83-7388-121-2).

Artykuły
- Leninowskie pojęcie materii a idealizm fizyczny, „Myśl Filozoficzna”, R. III 1953 nr 4 (10), s. 183-221 (oraz Dyskusja o pojęciu materii, sprawozdanie H. M., „Myśl Filozoficzna”, R. V 1955 nr 2 (16), s. 235-241).
- H. Eilstein, Z. Kochański, O projekcie programu materializmu dialektycznego, „Myśl Filozoficzna”, R. VI 1956 nr 3 (23), s. 147-165 (oraz Dyskusja nad programem wykładów z materializmu dialektycznego, sprawozdanie H. Buczyńskiej, „Myśl Filozoficzna”, R. VI 1956 nr 4 (24), s. 212-216 oraz S. Amsterdamski, Konferencja w sprawie programu materializmu dialektycznego i historycznego, „Myśl Filozoficzna”, R. VI 1956 nr 4 (24), s. 217-221).
- Przyczynki do koncepcji materii jako bytu fizycznego (fragment pracy Materialna jedność świata), „Studia Filozoficzne”, cz. I: R. II 1958 nr 6 (9), s. 121-148; cz. II: R. III 1959, nr 1 (10), s. 100-123.